# Abu Ibrahim al-Hashimi al-Qurashi
Amīr Muḥammad ʿAbd al-Raḥmān al-Mawlā al-Ṣalibi, noto internazionalmente con il nome di battaglia Abū Ibrāhīm al-Hāshimī al-Qurashī (erroneamente al-Qurayshī), in arabo أبو إبراهيم الهاشمي القرشي‎?, ma anche Muḥammad Saʿīd ʿAbd al-Raḥmān al-Mawlā al-Ṣalibī, o al-Ḥājj ʿAbd Allāh (Tell Afar, ottobre 1976 – Atme, 3 febbraio 2022), è stato un terrorista iracheno, dal 31 ottobre 2019 fino alla sua morte, 2º califfo dell'autoproclamato Stato Islamico (SI).

## Biografia
La sua nomina è stata annunciata dai media e dall'agenzia di stampa Amaq il 31 ottobre 2019, a meno di una settimana dalla morte di Abū Bakr al-Baghdādī. In un audio (della durata di 7 minuti circa e diffuso da 'Furqān',un organo di propaganda del gruppo jihadista) il portavoce invita alla vendetta "contro infedeli e apostati" per la morte di al-Baghdādī e spiega che il suo successore, Abū Ibrāhīm al-Hāshimī al-Qurashī, è stato nominato dal Consiglio della Shura dello Stato Islamico. 
Nella prima parte dell'audio è confermata la morte di al-Baghdādī e dell'ex portavoce al-Muhājir. Subito dopo viene rivolto un appello che invita "tutti i Mujāhidīn" a giurare fedeltà al nuovo califfo. A proposito di al-Qurashī, il portavoce lascia intendere che sia un veterano del jihad, che abbia combattuto contro "la protettrice della croce", ovvero l'America, e che sia un "conoscitore delle sue guerre e consapevole della sua astuzia". 
Durante il messaggio audio arrivano poi le minacce dirette agli Stati Uniti. "Non rallegratevi" perché il nuovo califfo vi farà soffrire più del predecessore e quello che "vi è stato inflitto da al-Baghdādī, in confronto avrà un sapore dolce". Quindi, le accuse a Trump: "Il destino degli Stati Uniti è in mano a un vecchio goffo, che la sera ha un'opinione e il mattino ne ha un'altra", prosegue il portavoce che, rivolgendosi sempre agli USA, evidenzia come lo Stato Islamico sia "alle porte dell'Europa e nel cuore dell'Africa".

## Morte
Il 3 febbraio 2022 il presidente degli Stati Uniti Joe Biden, annuncia l'uccisione del califfo in un raid statunitense portato a termine nella notte tra il 2 e il 3 febbraio 2022 dove, secondo quanto riporta l'Osservatorio nazionale per i diritti umani in Siria, hanno perso la vita almeno 13 persone, tra cui 4 donne e 3 bambini. Secondo alcune analisi, avvalorate dal fatto che nell'operazione furono impiegati sul campo soldati statunitensi, il leader del califfato sarebbe morto nel corso di un fallito tentativo di cattura terminato con la intenzionale detonazione della sua cintura esplosiva.